# Adis
Adis  (in arabo اديس‎?) è un centro abitato e comune rurale del Marocco situato nella provincia di Tata, regione di Souss-Massa. Conta una popolazione di 6 511 abitanti (censimento 2014).